# La Portellada
La Portellada (localment, la Portellà) és una vila i municipi  aragonès del Matarranya (Terol).
Està a dotze quilòmetres de la capital comarcal, Vall-de-roures. Antigament formava part de la Freixneda, de la qual se va independitzar fa uns 200 anys.
La temperatura mitjana anual és de 14° i la precipitació anual, 350 mm.

## Llocs d'interès
- Lo Salt de la Portellada. Se tracta d'un salt d'aigua molt alt, malgrat que avui dia, a causa de la séquia que s'hi va instal·lar, baixa sec bona part de l'any.
- Sant Miquel. Ermita situada a dalt d'una gran muntanya, malmesa pels bombardejos de la Guerra Civil. Ara, renovada, disposa d'una àrea de pícnic.